# Vedrovice - Široká u lesa
Das Gräberfeld Vedrovice - Široká u lesa in Vedrovice in Mähren wurde zwischen 1975 und 1982 ausgegraben. Auf einer Fläche von 4500 m² wurden 97 Bestattungen der Linearbandkeramik aufgedeckt. Es gehört zu einer nahegelegenen Siedlung, in der sich Siedlungsbestattungen fanden. Weitere LBK-Bestattungen sind von dem Fundort „Za dvorem“ bekannt.
Das Gräberfeld gehört in die jüngere Phase der ältesten LBK sowie die beginnende jüngere LBK. Diese typologische Einordnung wird durch Radiokarbondaten gestützt. Das Gräberfeld wird von Zdenék Čižmář in drei Phasen eingeteilt. Danach gehört das Zentrum des Gräberfelds in die Phase Ib1, mit weiteren Bestattungen an der nördlichen und südlichen Peripherie in Phase Ib2. Bestattungen aus der letzten Phase (II) liegen über die gesamte Fläche verstreut.
Neben Keramik enthielten die Gräber Schmuck aus Spondylus, Schuhleistenkeile und Geräte aus Silex. Unter den Rohmaterialien fanden sich Hornstein aus Szentgál, Krakauer Kreidefeuerstein und baltischer Flint.
Aus 16 Skeletten wurden DNA-Proben entnommen, die Erhaltung war jedoch schlecht. Bei 22 Individuen wurden die Strontium-Isotopen untersucht, dies zeigte, dass eine Reihe von Frauen von außerhalb stammten.
Weitere Analysen der stabilen Isotopen wurden im Rahmen des Projekts von Alasdair Whittle und Penny Bickle durchgeführt.